# Haut-Clocher
Haut-Clocher é uma comuna francesa na região administrativa de Grande Leste, no departamento de Mosela. Estende-se por uma área de 11,44 km². Em 2010 a comuna tinha 365 habitantes (densidade: 31,9 hab./km²).